# Jean Balthasar Tricklir
Jean Balthasar Tricklir (Digione, 1750 – Dresda, 29 novembre 1813) è stato un violoncellista e compositore francese di origine tedesca. 
Nato a Digione, studiò a Mannheim e divenne in seguito musicista alla corte di Dresda nel 1783, rimanendovi fino alla morte. Era considerato uno tra i migliori compositori dei suoi tempi.
Tricklir scrisse un certo numero di concerti e sonate per violoncello, così come soli e duetti per violoncello, tuttavia, le sue composizioni sono poco conosciute oggi.
Fu anche autore di due trattati teorici: Le microcosme musical e Discours analytique.

## Opere
- Adagio e Rondo per Violoncello e Pianoforte
- Sei grandi assoli per violoncello, Op.3
- 13 Concerti per Violoncello (sopravvissuti)